# Catherine Meurisse
Catherine Meurisse (Niort, 8 de febrero de 1980) es una historietista e ilustradora francesa, miembro de la Academia de Bellas Artes de Francia desde 2020.

## Biografía
Nacida en Niort en 1980 e interesada por el dibujo desde joven, es licenciada en Lenguas Modernas y Filología Francesa por la Universidad de Poitiers. Además es diplomada en Ilustración por la escuela superior Estienne de París y por la Escuela Nacional Superior de las Artes Decorativas (ENSAD).
A los 17 años obtuvo el primer premio en el Concurso Nacional de Historieta Escolar organizado por el Festival de Angulema, lo que le animó a dedicarse profesionalmente a ello. Durante su formación también ha sido galardonada con el premio Presse Citron de la escuela Estienne (2000) y publicó una obra basada en un trabajo para la ENSAD, Causerie sur Delacroix (2005), que ilustra el homenaje póstumo que Alejandro Dumas rindió al pintor Eugène Delacroix en 1864.
El debut de Meurisse en solitario llegó en 2008 con la novela gráfica La comedia literaria, donde hace un repaso humorístico por los referentes de la literatura francesa. A este álbum le siguieron Savoir-vivre ou mourir (2010) y Le Pont des arts (2012). En 2014 la publicación de Moderne Olympia, una obra editada por el Museo de Orsay e inspirada en la Olympia de Édouard Manet, le valió su primera nominación en el Festival de Angulema.
Al mismo tiempo, Meurisse hacía ilustraciones por encargo y trabajó desde 2005 hasta 2015 en la revista satírica Charlie Hebdo. Buena parte de su obra está recopilada en varios álbumes conjuntos. La autora permaneció allí durante los siguientes diez años, y en 2014 ascendió al equipo editorial. Sin embargo, su carrera se vio marcada por el atentado contra Charlie Hebdo en enero de 2015, en el que doce personas fueron asesinadas; la autora se salvó porque no pudo llegar a tiempo a la reunión prevista, aunque sí escuchó el ataque de camino a la oficina. Meurisse fue una de las colaboradoras del número 1178, tardó cinco meses en volver a trabajar por el trauma sufrido, y finalmente canalizó toda su experiencia en la novela gráfica La levedad (2016), finalista en la sección oficial del Festival de Angulema 2017.
A finales de 2018 publicó Les Grands Espaces, ambientada en el paisaje natural de la marisma de Poitou. En 2020 Catherine Meurisse vivió durante varios meses en Villa Kujoyama, una residencia para artistas en Kioto, donde trató de retomar su trabajo bajo una nueva perspectiva, los paisajes japoneses. Poco después de esa etapa, el tifón Hagibis devastó parte del país. De estos dos acontecimientos, nació el álbum La joven y el mar, publicado por la Editorial Dargaud en Francia y la Editorial Impedimenta en España.
El 15 de enero de 2020 se convirtió en la primera historietista aceptada en la Academia de Bellas Artes de Francia, dentro de la Real Academia de Pintura y Escultura. También estuvo nominada al Gran Premio del Festival de Angulema en tres ocasiones.